# Баррикада (картина)
Баррикада (англ. The Barricade) — картина американского художника Джорджа Уэсли Беллоуза, являющаяся частью его пацифистского цикла «Военная серия».
Изображение основано на описании Джеймсом Брайсом реального случая использования солдатами Германской империи мирного населения в качестве живого щита в окрестностях бельгийского города Монс в ходе Первой мировой войны.

## Описание
На картине изображены несколько солдат в пикельхельмах, которые ведут огонь из винтовок, используя в качестве живого щита толпу обнажённых и безоружных людей, в знак покорности поднявших руки вверх.

## История создания

### Идея
Ужаснувшись отчётом Джеймса Брайса о военных преступлениях Германии в Бельгии, нью-йоркский художник-реалист Джордж Уэсли Беллоуз принял решение о создании серии антивоенных литографий. Идеями для сюжетов нескольких работ из серии послужили эпизоды реальных военных преступлений немецких солдат, которые были описаны в докладе Брайса. «Баррикада» вошла в число таких работ, а именно, Беллоуз в данном случае изобразил случай произошедший в окрестностях бельгийского города Монс:

Я видел, как (немцы) собрали несколько женщин и детей из Монса, и поставили их перед немецкими солдатами, чтобы помешать нам стрелять по ним. Они были в 100—150 ярдах от нас. Я видел, что немцы приставили штыки к спинам женщин и
детей, чтобы заставить их наступать.
— Рассказ очевидца событий, опубликованный в отчёте Джеймса Брайса.

### Создание
Изначально, как и все работы из антивоенного цикла, «Баррикада» была создана Беллоузом в виде литографии, причём сразу в двух экземплярах, являвшихся точными зеркальными разворотами друг друга. Первая литография была напечатана с камня и изображала жертв повёрнутых вправо, вторая, в свою очередь, была создана с помощью цинковой пластины и действующие лица на ней были направлены уже в противоположную сторону. Литография, отпечатанная на камне, представляет
собой перевёрнутое и изменённое изображение рисунка, который находится в коллекции Альберта Уиггина в Бостонской публичной библиотеке.
До окончания Первой мировой войны Беллоуз успел перерисовать в цвете пять работ из «Военной серии», в эту пятёрку вошла и «Баррикада». Картина почти идентична, напечатанной с цинковой пластины литографии, но благодаря цвету, Беллоуз смог лучше передать некоторые детали и придать индивидуальность персонажам на полотне.

## Критика
Американский художник Джозеф Пеннелл увидев картину заявил, что автор не имел права изображать эти события, так как он не видел их воочию. На что Беллоуз ответил, что не припомнит, чтобы Леонардо да Винчи имел какой-либо пропуск на Тайную вечерю.
Польский искусствовед Кристина Вассерман отметила сходство между сюжетом «Баррикады» и сюжетами написанных в 1915 году картин «Их убежище» (фр. Leur Abri) Абеля Панна и «Живая стена» (фр. La Vivante Muraille) Леона Фредерика, на которых также были изображены немецкие солдаты, использующие мирное население в качестве живого щита. Также она провела параллель между образом мужчины в центре картины и образами героических мучеников с полотен Поллайоло и Микеланджело.
Американский искусствовед Дэвид Любин проведя анализ картины, пришёл к выводу о схожести композиционной части «Баррикады» с архитектурными фризами, выполненными в неоклассическом стиле. Мнения о фризовом стиле картины также придерживается ещё один американский искусствовед Шарлин Энгель.